# Épingle à cravate
Ne doit pas être confondu avec Pince à cravate.
Pour les articles homonymes, voir Épingle.

Épingle à jabot, années 1840.

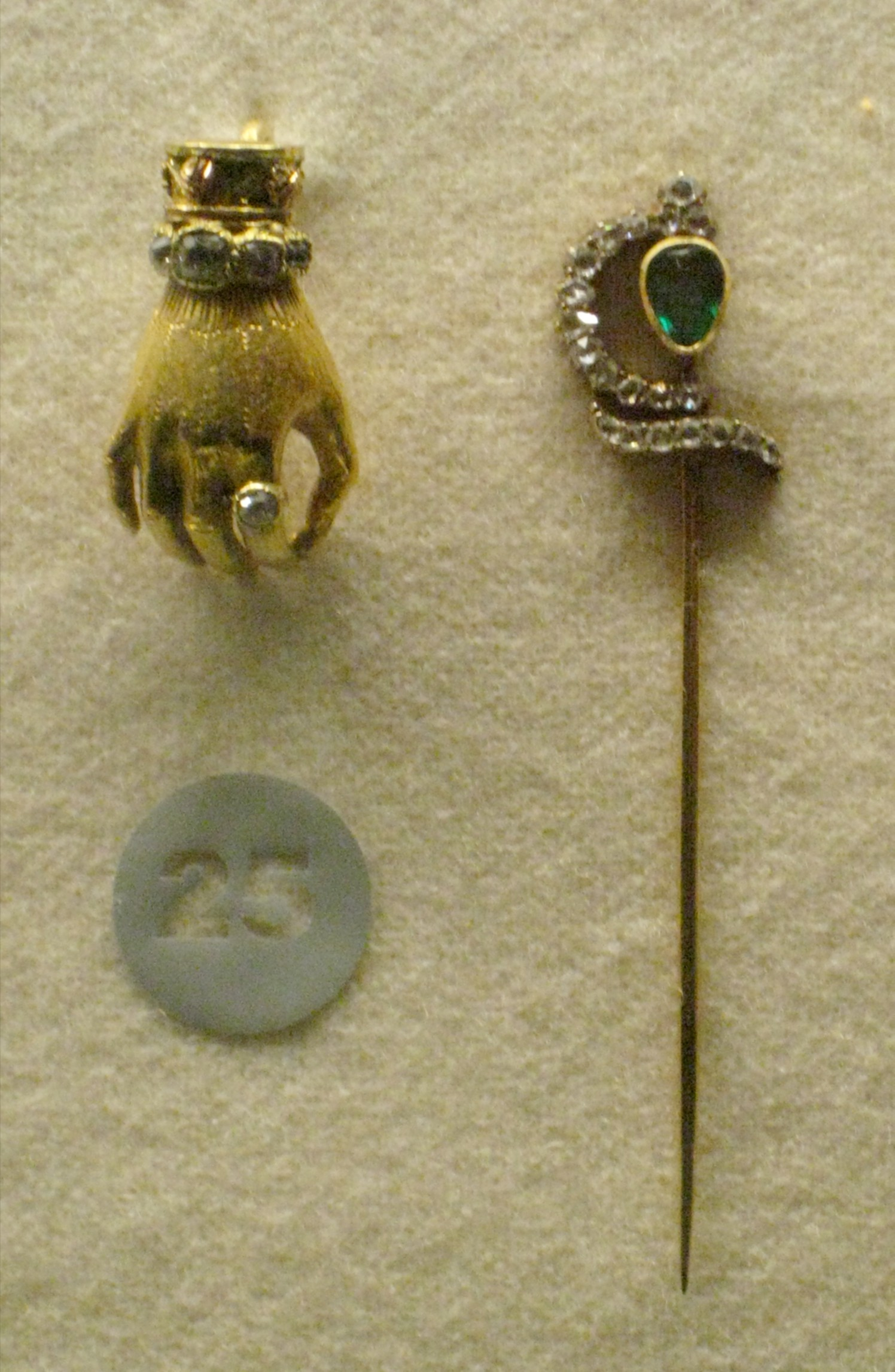
Exemple d'épingles à cravate.

Une épingle à cravate est un ancien accessoire de mode né au milieu du XVIIIe siècle en Angleterre et adopté en France à la fin du XVIIIe ; très populaire, surtout au XIXe et durant la première moitié du XXe siècle, elle fut peu à peu remplacée par la pince à cravate, plus pratique pour l'étroitesse de la cravate en vogue, appelée « la régate ».
C'était un accessoire essentiellement masculin, bien que certaines femmes militantes pour l'émancipation de la femme l'aient parfois porté. L'épingle de cravate pouvait être assortie aux boutons de manchette. C'était un objet porté dans la journée et jamais dans les soirées.
Une épingle de cravate se « pique » au niveau du nœud de la cravate. De nos jours, cet accessoire n'est plus porté, mais il reste très recherché et apprécié par les collectionneurs. On peut souligner que le couturier Karl Lagerfeld portait quelquefois une épingle de cravate stylisant une épée diamantée. Elle ne doit pas être confondue avec une pince à cravate, qui se fixe à mi-hauteur sur la cravate afin de la maintenir solidaire avec la chemise.
L'épingle à jabot, l'ancêtre probable de l'épingle de cravate, était constituée de deux épingles de cravate, une de dimensions plus petites que l'autre, reliées entre elles par une courte et fine chaîne.